# Neniatlanta pauli
Neniatlanta pauli is een slakkensoort uit de familie van de Clausiliidae. De wetenschappelijke naam van de soort is voor het eerst geldig gepubliceerd in 1865 door J. Mabille.